# Peski (Kaliningrad, Osjorsk)
Peski (russisch Пески, deutsch Bagdohnen, 1938–1945 Kleinsausreppen) ist ein kleiner Ort in der russischen Oblast Kaliningrad. Er gehört zur kommunalen Selbstverwaltungseinheit Munizipalkreis Osjorsk im Rajon Osjorsk.

## Geographische Lage
Peski liegt auf der östlichen Seite der Angerapp (russisch: Angrapa), südlich von Osjorsk (Darkehmen/Angerapp) in unmittelbarer Nähe von Tschistopolje (Jodszinn/Sausreppen). Eine Bahnanbindung besteht nicht.

## Geschichte
Bagdohnen war im Jahre 1818 eine Landgemeinde mit 90 Einwohnern, deren Zahl sich bis 1863 auf 97 vergrößerte und 1907 noch 93 betrug. Am 6. Mai 1874 wurde die Landgemeinde Bagdohnen dem neu eingerichteten Amtsbezirk Weedern (heute russisch: Suworowka) im Kreis Darkehmen zugeordnet. Am 17. Oktober 1928 wurde die Landgemeinde Bagdohnen an die Landgemeinde Jodszinn im Amtsbezirk Szabienen (heute polnisch: Żabin) angeschlossen. Dort bekam Bagdohnen 1939 in Anlehnung an das inzwischen in Sausreppen umbenannte Jodszinn aus politisch-ideologischen Gründen den neuen Namen „Kleinsausreppen“.
Im Januar 1945 wurde der Ort von der Roten Armee besetzt. Die neue Polnische Provisorische Regierung ging zunächst davon aus, dass er mit dem gesamten Kreis Darkehmen (Angerapp) unter ihre Verwaltung fallen würde. Im Potsdamer Abkommen (Artikel VI) von August 1945 wurde die neue sowjetisch-polnische Grenze aber unabhängig von den alten Kreisgrenzen anvisiert, wodurch der Ort unter sowjetische Verwaltung kam. Die polnische Umbenennung des Ortes in Bogdany im Februar 1949 wurde (vermutlich) nicht mehr wirksam. Im Juli 1950 erhielt er den russischen Namen Peski und wurde dem Dorfsowjet Tschistopolski selski Sowet in Rajon Osjorsk zugeordnet. 1954 gelangte der Ort in den Bagrationowski selski Sowet und vermutlich 1963 dann in den Lwowski selski Sowet. Von 2008 bis 2014 gehörte Peski zur Landgemeinde Krasnojarskoje selskoje posselenije, von 2015 bis 2020 zum Stadtkreis Osjorsk und seither zum Munizipalkreis Osjorsk.

## Kirche
Die meist evangelischen Einwohner von Bagdohnen/Kleinsausreppen waren bis 1945 in das Kirchspiel Darkehmen (1938–1946 Angerapp, seit 1946: Osjorsk) eingepfarrt. Es gehörte zum Kirchenkreis Darkehmen in der Kirchenprovinz Ostpreußen der Kirche der Altpreußischen Union. Letzte deutsche Geistliche waren die Pfarrer Johannes Gemmel und Helmut Passauer.
In der Zeit der Sowjetunion war kirchliches Leben nicht geduldet. Erst in den 1990er Jahren bildeten sich in der Oblast Kaliningrad neue evangelische Gemeinden. Peski liegt jetzt im Bereich der Salzburger Kirchengemeinde in Gussew (Gumbinnen), die ihrerseits der neugeschaffenen Propstei Kaliningrad in der Evangelisch-Lutherischen Kirche Europäisches Russland zugehörig ist.